# Biggie Blackie (Klovn afsnit)
"Biggie Blackie" er det 6. afsnit af sæson 3 i den danske sitcomserie Klovn med Casper Christensen og Frank Hvam. Serien blander fantasi og virkelighed, da de fleste af skuespillerne spiller roller med deres egne navne. Afsnittet havde premiere på TV2 Zulu den 10. april 2006.

## Handling
Casper og Frank er har investeret i en væddeløbshest, som hedder Biggie Blackie. Det går dog ikke helt som planlagt på galopbanen, da Frank løfter på den lille jockey. Mia har samtidig en hemmelighed fra hendes fortid, som involverer erotik og en sort mand.

## Hovedskuespillere
- Casper Christensen som Casper
- Frank Hvam som Frank
- Mia Lyhne som Mia